# Rajecká kotlina

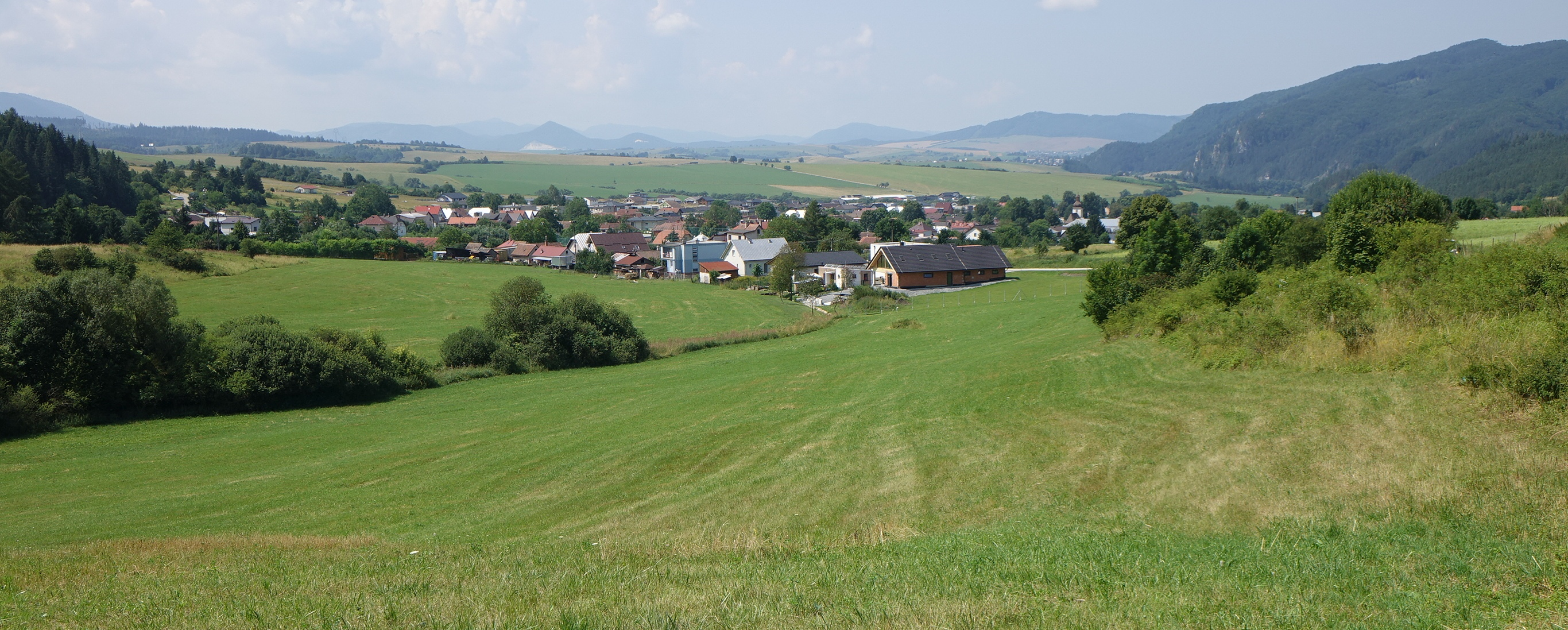
Widok z Wzgórz Żylińskich na Rajecką kotlinę i wieś Turie

Rajecká kotlina (błędnie Doliná Rajecka) – kotlina w północno-zachodniej Słowacji będąca południową częścią Kotliny Żylińskiej i zajmująca południową część powiatu żylińskiego.

## Położenie i komunikacja
Od północy jej granicę tworzą Wzgórza Żylińskie i koryto Turiańskiego potoku, na zachodzie koryto Čierňanki i Domanižská kotlina. Na północnym zachodzie sąsiaduje ze Skalkami i Sulowskimi Skałami, na wschodzie i południu wznosi się Mała Fatra Luczańska. Na południowym zachodzie wyraźną granicę tworzy Hornatina Zliechovská, będąca częścią Pogórza Strażowskiego.
Rajecką kotlinę tworzą dolina rzeki Rajčanka i doliny jej dopływów. Ma wydłużony kształt, długość ok. 15 km na linii Turie – Rajecká Lesná i szerokość ok. 7 km w części środkowej. Główną osią komunikacyjną jest droga krajowa nr 64 z Żyliny do Prievidzy. Ważną rolę odgrywa także droga nr 517 z Rajca do Powaskiej Bystrzycy i linia kolejowa Żylina – Rajec.
W Rajeckiej kotlinie znajdują się następujące miejscowości: Ďurčiná, Jasenové, Kamenná Poruba, Kľače, Konská, Kunerad, Rajec, Rajecká Lesná, Rajecké Teplice, Stránske, Šuja, Turie, Zbyňov, Poluvsie.

## Historia
Najstarsze ślady osadnictwa w Rajeckiej kotlinie pochodzą z okresu eneolitu. Słowianie zaczęli go zamieszkiwać około VI wieku. W IX wieku jego terytorium wchodziło już w skład Księstwa Nitry i Wielkich Moraw. Pod koniec XI w. zostało przyłączone do Węgier i zaczęły powstawać majątki feudalne z ośrodkami w Rajcu i Lietawie, które zarządzały tym terytorium będącym częścią tronu Trenczy. Podczas II wojny światowej toczyły się tu walki partyzantów z Niemcami, o czym świadczą istniejące do dziś pozostałości zapór przeciwczołgowych na granicach wsi Turie.

## Turystyka
Rajecká kotlina ma bogatą przyrodę i jest atrakcyjna widokowo, co przekłada się na jej popularność turystyczną. Są liczne punkty widokowe, szlaki turystyki pieszej i rowerowej, autokempingi. Do popularnych atrakcji turystycznych zaliczają się m.in. słowacka szopka i Bazylika Narodzenia Najświętszej Marii Panny w Rajeckiej Leśnej, Slnečné skaly i Skalky z ciekawymi formacjami skalnymi. W długich dolinach Łuczańskiej Fatry, ale także w samej kotlinie, znajduje się kilka mniejszych obszarów chronionych: Kľak, Kozol, Šujské rašelinisko, Turská skala, Poluvsianska skálná ihla i biocentra z rzadką florą. W kotlinie jest uzdrowisko Rajecké Teplice, basen kąpielowy w Rajcu i wyciągi narciarskie.